# Massai-Giraffe
Die Massai-Giraffe (Giraffa tippelskirchi) ist nach neuesten Erkenntnissen eine eigenständige Art innerhalb der Gattung der Giraffen (Giraffa) der Familie der Giraffenartigen (Giraffidae).

## Merkmale
Männchen werden bis zu 6 Meter hoch und erreichen eine Schulterhöhe von bis zu 3,5 Meter. Die Weibchen sind in der Regel etwas kleiner und leichter. Das Muster des Haarkleids besteht aus dunklen Flecken, die sich von der helleren Grundfarbe abheben. Die Flecken dienen der Hitzeabgabe. Im Unterhautgewebe verläuft um jeden Flecken eine ringförmige Arterie, die Äste in den Flecken hinein aussendet. Über eine stärkere Durchblutung kann die Giraffe so mehr Hitze abgeben und ist nicht auf Schatten angewiesen.
Bei den Massai- und Netzgiraffen hat jedes Individuum seine ganz charakteristische Fellzeichnung, durch die es sich von allen anderen Artgenossen unterscheidet. Die Massai-Giraffe weist besonders weit auseinander liegende und ausgefranste Sternflecken auf. Die Flecken haben stark zerteilte Ränder. Die gekerbte Felderung erinnert teilweise an Weinblätter (die Giraffe wird deshalb auch Weinblatt-Giraffe genannt). Die Farbe der Flecken reicht von hellbraun bis fast schwarz.

## Verbreitung
Die Art ist im Südosten Afrikas in den Grassteppen und Buschsavannen im südlichen Kenia und Tansania beheimatet.

## Ernährung
Die Giraffen ernähren sich von Blättern, Knospen, Trieben und Gräsern sowie von salz- und mineralhaltiger Erde. Sie beweiden bevorzugt Baumkronen. Dabei greifen die Tiere einen Zweig mit ihrer Zunge, ziehen ihn ins Maul und streifen durch Zurückziehen des Kopfes die Blätter ab.

## Zoohaltung
Die Massai-Giraffe war bis Mitte des 20. Jahrhunderts die dominierende Art in Zoos im deutschsprachigen Raum. 1969 wurde sie in Basel, Berlin-Zoo, Dresden, Frankfurt, Hamburg, Hannover, Karlsruhe, Leipzig und München gehalten. Dies hat sich in den letzten 50 Jahren geändert. Ende 2009 wurden in Europa nur noch im Zoo Basel Massai-Giraffen gehalten. 2011 lief auch diese letzte Haltung in Mitteleuropa mit der Abgabe der verbliebenen Tiere an den Faruk Yalcin Zoo in der Türkei aus. Damit können Massai-Giraffen derzeit im gesamten EAZA-Raum in nur einem Zoo gesehen werden.

## Bildergalerie

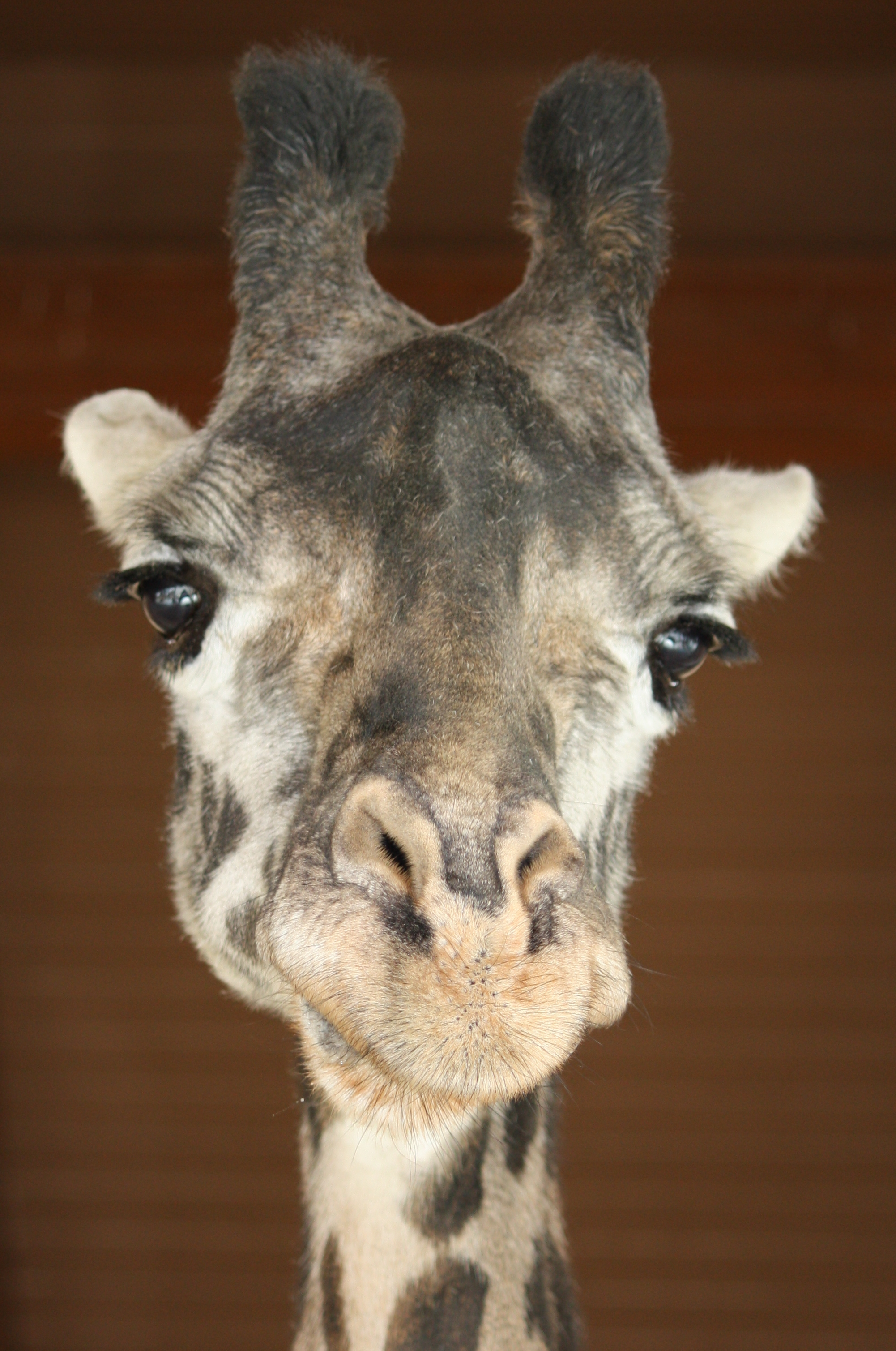
Kopf
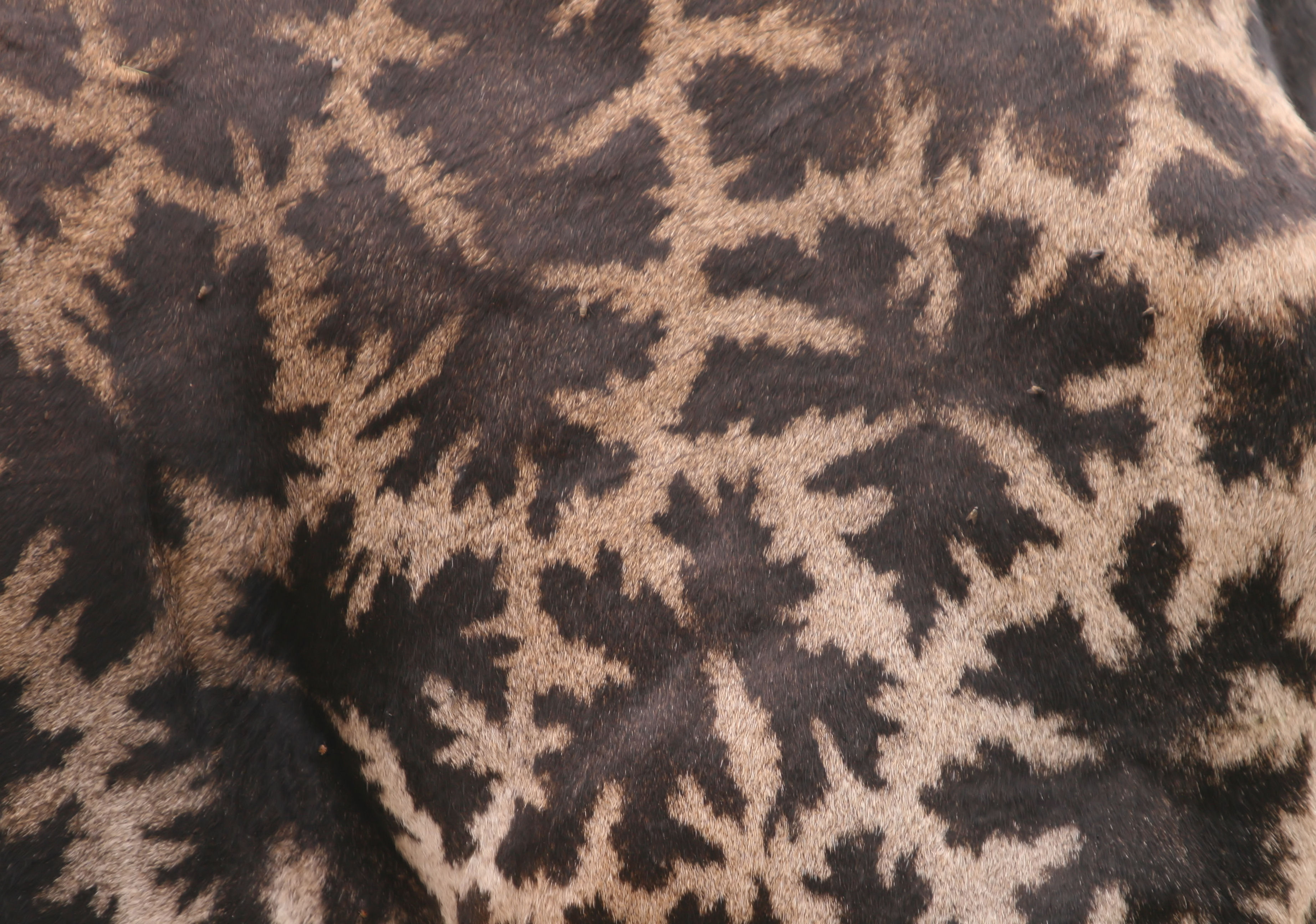
Fellzeichnung
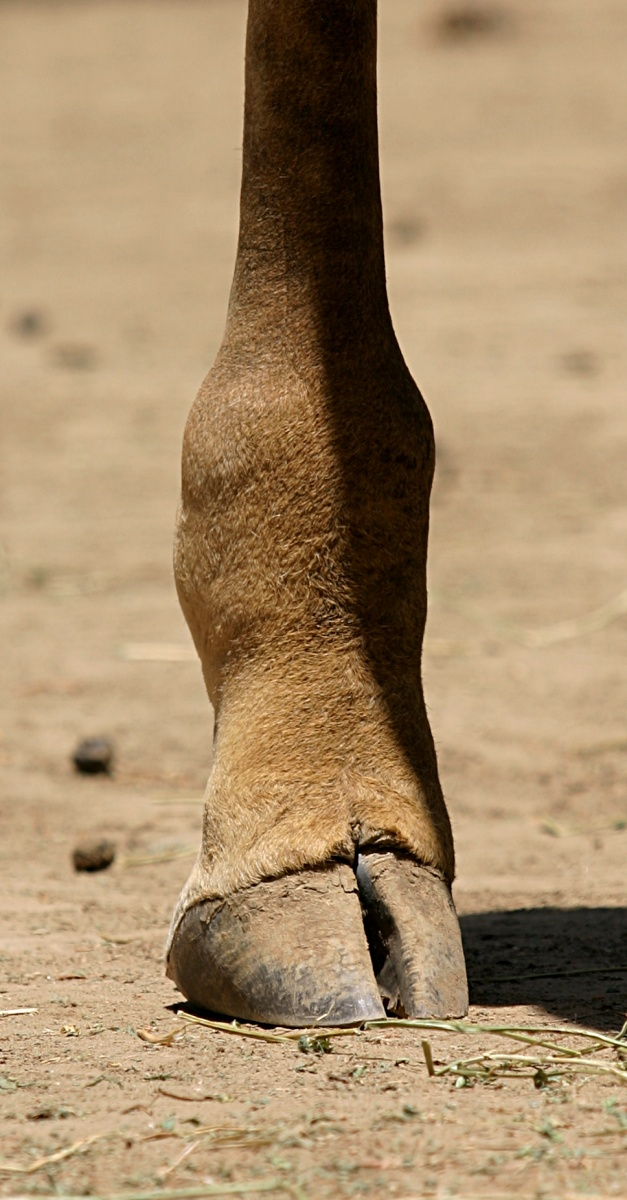
Huf
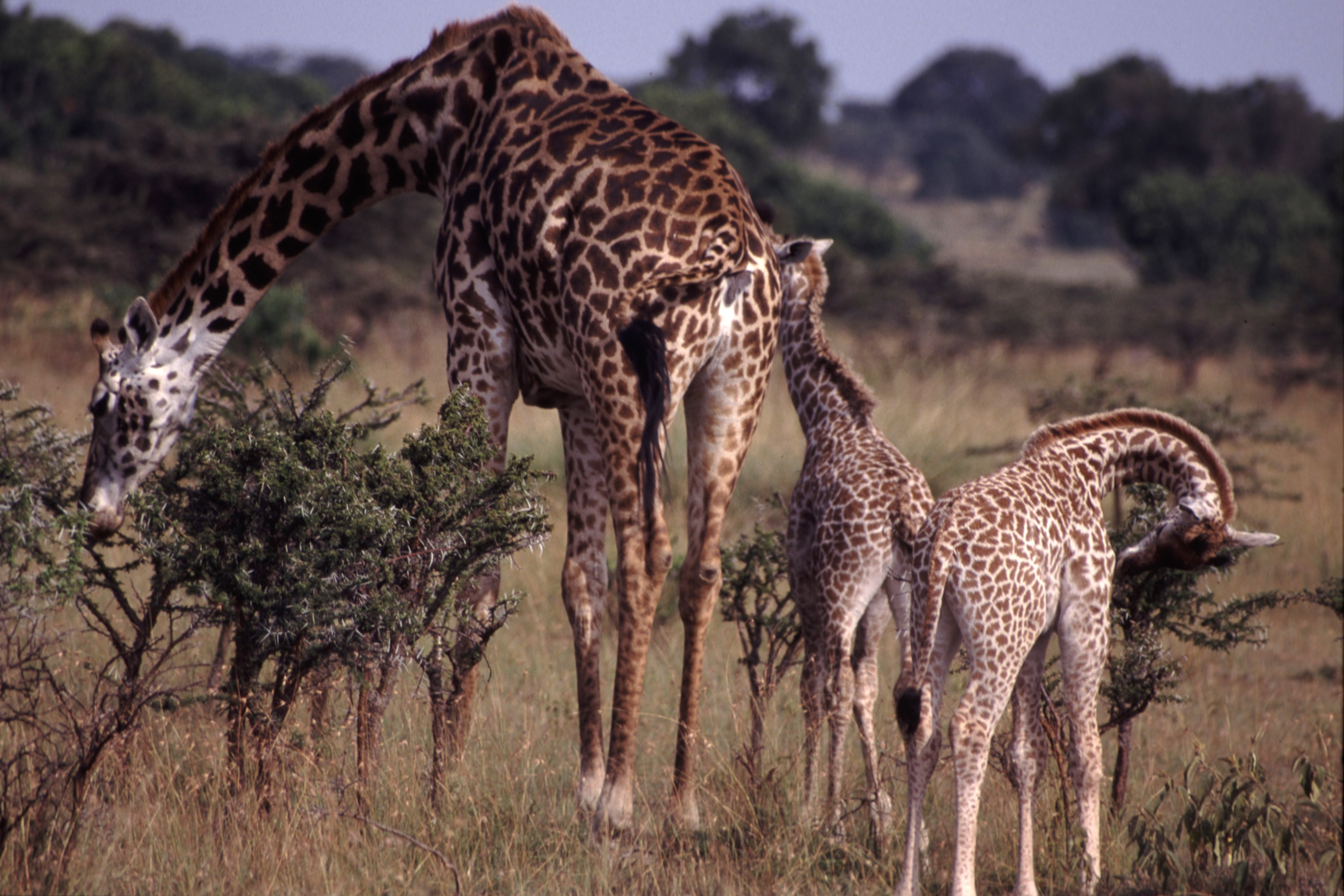
Weibchen mit Jungtieren